# Gerald Dietl
Gerald Dietl (* 6. November 1960) ist ein ehemaliger tschechischer Basketballspieler.

## Laufbahn
Dietl spielte in der Tschechoslowakei für BK Nová Huť Ostrava. Mit der Mannschaft trat er auf europäischer Ebene in den Vereinswettbewerben Korać-Cup und im Europapokal der Pokalsieger an. Er war Nationalspieler der Tschechoslowakei.
Der 2,05 Meter große Innenspieler wechselte 1992 aus Luxemburg zum SV 03 Tübingen und spielte bis zum Ende der Saison 1999/2000 für den deutschen Zweitligisten. In der Hauptrunde der Saison 1995/96 war Dietl mit 23,4 Punkten je Begegnung bester Tübinger Korbschütze und lag in der Korbjägerliste der 2. Bundesliga Süd auf dem sechsten Rang. 2000 zog sich Dietl zum Verein Cosmos Tübingen zurück.
Dietl spielte im Laufe seiner Leistungssportkarriere gegen Basketballgrößen wie Arvydas Sabonis, Earvin „Magic“ Johnson, Dražen Petrović und Dirk Nowitzki.
Ab Juni 2008 gehörte er dem Beirat der Tigers Tübingen an. Dietls Tochter Alice heiratete den Basketballtrainer Mike Taylor.